# Palliduphantes melitensis
Palliduphantes melitensis är en spindelart som först beskrevs av Robert Bosmans 1994.  Palliduphantes melitensis ingår i släktet Palliduphantes och familjen täckvävarspindlar.
Artens utbredningsområde är Malta. Inga underarter finns listade i Catalogue of Life.